# 13 miedos
13 miedos (frecuentemente estilizado como M13DOS), es una serie de televisión mexicana de antología y horror producida por Televisa y Lemon Films. Forma parte del bloque Series originales: Hecho en México; desarrollado por Canal 5 de México y transmitido por este mismo canal. Fue estrenada el viernes 18 de mayo de 2007 por televisión, aunque estaba disponible una semana antes en internet. Fue emitida en Venezuela los domingos a las 9pm por Venevisión Plus en el 2010.
La serie consta de solo una temporada de trece episodios que como su título lo sugiere explora un miedo como temática y reflexión hacia el final del episodio. La serie se distinguió por abordar temas y géneros poco explorados por la productora Televisa y se convirtió en una de las producciones Hecho en México mejor recibidas por el público.

## Argumento

### Premisa
Narrada a modo de antología (con una trama y personajes diferentes por cada episodio); la serie en su mayoría se ambienta en México en la actualidad, con trece historias diferentes de horror y suspenso que pueden tener elementos de fantasía o de Thriller. Así como cada episodio narra una historia diferente independiente de la siguiente o anterior, cada uno fue escrito y dirigido por un guionista y director diferente respectivamente. El narrador de la historia es Constatino Morán quien hacia el final de cada episodio revela que la trama se basa en un miedo común de la sociedad y de las personas. 

## Episodios
| Temporada                       | Nº de episodios | Inicio de la temporada | Cierre de la temporada | Episodio de inicio | Episodio de cierre |
| ------------------------------- | --------------- | ---------------------- | ---------------------- | ------------------ | ------------------ |
| Anexo:1º Temporada de 13 Miedos | 13              | 18 de mayo de 2007     | 9 de agosto de 2007    | El intercambio     | La feria           |

| Primera temporada | Primera temporada   | Primera temporada                                                              | Primera temporada |
| Episodio          | Fecha de emisión    | Título                                                                         | Resumen |
| ----------------- | ------------------- | ------------------------------------------------------------------------------ | --- |
| 1                 | 18 de mayo de 2007  | El Intercambio - Acerca del miedo a la soledad                                 | Manuel decide llevar a su esposa Cristina a su cena de aniversario, pero en la carretera sufren un accidente y Cristina muere junto con el conductor del otro coche. Manuel fue llevado al hospital, donde un policía le pregunta lo que había ocurrido. Después de esto, un hombre misterioso vestido de negro le dice a Manuel que le devolverá esas dos almas a cambio de algo que no puede decirle. Manuel acepta y regresa de nuevo a su auto donde ve a Cristina viva. De repente, él se topa con el mismo auto con el que había chocado antes y ahora se siente muy feliz. Cuando fueron a su casa, Manuel observa al conductor con el que había chocado y ahora él encuentra a sus hijos asesinados por el mismo hombre que chocó con Manuel. |
| 2                 | 25 de mayo de 2007  | Motel - Acerca del miedo a no sentirse ayudado                                 | Sylvia va a la casa de su mamá, pero decide ir mejor a un motel para pasar la noche ahí por la hora que es: 2:13. Se encuentra con el recepcionista y él le da la llave para el cuarto 13; ella se queda dormida y comienza a tener pesadillas. Cuando se despierta, encuentra a una mujer en el columpio y después comienzan los recuerdos que ella nunca había visto, pero ella muere asesinada por el recepcionista de la misma forma que la mujer del columpio. |
| 3                 | 1 de junio de 2007  | Esquela - Acerca del miedo al destino                                          | Aaron y Jorge trabajan en una aseguradora y son considerados por todo el personal como los bufones de la empresa. Un día el Lic. Cuevas es ascendido de puesto a la subgerencia. Cuando decide hojear el periódico en su oficina, lee una esquela que dice: "Mi más sentido pésame a la familia del Lic. Cuevas". De inmediato corre a reprocharle este hecho a su secretaria, acusándola de saber quién es el autor de semejante broma de mal gusto. Cuando lleno de ira cierra la puerta de su despacho, un rifle que tenía en la oficina cae y se dispara solo, matando al Licenciado. En otro lugar de la oficina, Jorge le reprocha a Aaron que juegue de esa manera con la muerte, y Aaron, para demostrar que no pasa nada, decide pedir otra esquela, esta vez a nombre de Jessica Corona, la cual muere a la mañana siguiente en un elevador: entra, y oprime el botón para llegar al piso 13; pero el elevador se atasca y cae. La psicosis se apodera de Aaron al sentirse acorralado por la policía y sigue publicando esquelas una y otra vez para cualquiera que se ponga en su camino. Lo que él no sabe es que esto puede traer severas consecuencias para sí mismo, como perder a su pareja o peor aún, perder la cordura y la vida misma. |
| 4                 | 7 de junio de 2007  | Claustrofobia - Acerca de los miedos que solo están en la mente                | Sergio lleva viendo a una psicóloga desde hace tiempo para enfrentarse a su problema de claustrofobia, debido a un trauma que arrastra desde pequeño. El temor es tal que tienen que recurrir a sesiones de hipnosis. Sin embargo estas sesiones, en vez de ayudar a Sergio, terminan acorralándolo aún más. Su doctora está convencida de que afrontar su miedo es la mejor manera para superarlo, por lo que él decide ir hasta la grieta donde se encontraba una niña que una vez le pidió ayuda, y cuyo perdón debe ganar Sergio si desea superar sus miedos. La niña lo perdona pero mete a Sergio a la grieta, donde ahora el pide ayuda. |
| 5                 | 14 de junio de 2007 | La bodega - Acerca del miedo a la oscuridad                                    | El episodio empieza con el velador de una bodega quien está viendo un partido de fútbol en la televisión. De repente, hay un apagón y este enciende una linterna. Después es atacado por unas extrañas criaturas. Al día siguiente, un hombre llega a buscar trabajo de velador, ya que el anterior ha desaparecido. Durante la noche, de nuevo ocurre un apagón y el nuevo velador es atacado por las mismas criaturas, pero el hombre se encierra en la oficina. Mientras hurga en la oficina, descubre que la bodega pertenece al Dr. Manrique, un científico que fue expulsado de la comunidad científica por realizar experimentos con humanos atroces y enfermos. Sin embargo al mismo tiempo también es atacado por las extrañas criaturas, al final se le puede ver convertirse en una de las extrañas criaturas. |
| 6                 | 21 de junio de 2007 | Adoptado - Acerca del miedo a perder a un ser querido y a no superar el pasado | Nicolás es un niño que está en un orfanato en espera de que un matrimonio lo adopte. Sus primeros padres adoptivos se mataron mutuamente en un ataque de ira, y ahora sus nuevos padres adoptivos, Olivia y Sebastián, deciden llevarlo a su casa tratándolo de maravilla. Una noche, cuando Sebastián se va a dormir, la computadora se prende sin razón alguna, y aparece en el monitor la frase Es mío. Olivia escucha la misma frase, pero además, sin motivo alguno, siente una extraña sensación como si alguien estuviera empujando sus manos al fuego. Ella se quema, pero Sebastián aparece en el momento indicado y la quita de ahí. Tras eso, Olivia es poseída por el fantasma de la madre de Nicolás, que intenta ahorcar a Sebastián. Cuando él se libra de ella, es a su vez poseído por el espíritu de la madre, pero el niño aparece y le dice que lo deje en paz, que ellos realmente lo quieren. Al oírlo, el espíritu de la madre del niño abandona el cuerpo de Sebastián. Pero el terror no termina ahí: dos semanas después Sebastián, Olvia y Nico están entusiasmados porque comprarán un perro. Sebastián le da las buenas noches a Olivia diciéndole: Buenas noches mamá y ella le contesta con los ojos y la voz de la madre fantasma: Buenas noches papá... En el final alternativo del DVD, Nico es atormentado por el niño muerto. |
| 7                 | 28 de junio de 2007 | Nuevo comienzo - Acerca del miedo al cambio                                    | Carmen y Matías se acaban de mudar de casa y todo parece perfecto hasta que comienzan a suceder extraños acontecimientos. La vecina aconseja a Carmen que cuide mucho a su bebé, e incluso de sí misma, porque la familia anterior mató a su bebé. Todas las noches se escuchan extraños llantos de bebé en la casa, hasta que Matías, lleno de locura, decide romper una pared, para encontrar en ella una cuna y un muñeco en forma de bebé, para guardar el descanso del difunto bebé. Para acabar con estos sucesos, Matías decide enterrarlo, pero Carmen se da cuenta de ello y descubre que lo que Matías está enterrando no es ningún muñeco, sino a su propio hijo. |
| 8                 | 5 de julio de 2007  | Ojo x Ojo - Acerca del miedo al enfrentamiento                                 | Humberto, lleno de celos por el amor no correspondido de Natalia, decide llevársela en un coche a algún lugar extraño en la oscuridad de la noche. Ella le pide que la deje en paz, y que supere el beso que se dieron una vez, pero Humberto se niega a dejarla ir. Ella intenta escapar, dejando caer unas tijeras de su mochila, pero Humberto y sus amigos Joaquín y Nicolás la atrapan. Humberto, lleno de ira, le saca los ojos a Natalia, y la mata clavándole las tijeras. Joaquín y Nicolás están impresionados por el suceso. Humberto aconseja a Joaquín que lave su coche y se deshaga de todas las pistas. Sin embargo, cuando va a hacerlo, el fantasma de Natalia aparece y tras reprocharle su complicidad lo mata. Humberto, al saber que Joaquín está muerto, decide darse un baño, pero Natalia aparece de nuevo y comienza a quemarlo con agua a temperatura muy alta, para después ahogarlo en la tina. Ahora Nicolás se encuentra solo en su cuarto, a oscuras, y Natalia aparece detrás de él, preguntando, como a los otros: ¿"Por qué lo hiciste, Nicolás"?, a lo que él responde: "Yo no hice nada!!". Natalia le reprocha: "¡Exacto, tú no hiciste nada, y ese es el problema!", y luego presiona los ojos de Nicolás. Éste, asustado, reacciona y se da cuenta de que es un sueño, así que llama a su madre diciéndole que prenda la luz. Su madre entra a su cuarto y lo hace, pero Nicolás insiste en que prenda la luz. Entonces la madre se da cuenta de que Nicolás ya no tiene ojos. En la versión sin censura del DVD, trae una grosería dicha por Natalia hacia Humberto, también escenas cortadas de las muertes de Natalia, Humberto y Joaquín, por ejemplo, Joaquín escupe sangre en el parabrisas. |
| 9                 | 5 de julio de 2007  | Vive - Acerca del miedo a la muerte                                            | Pablo corre a toda velocidad en su auto, ya que su esposa está a punto de parir, y sufre un accidente. Al salir del coche descubre a cuatro personas detrás de él, con una extraña forma de vestir y un reloj, y se escuchan voces que dicen "¡Vive! ¡Vive! ¡Muere!". De pronto las figuras desaparecen y Pablo se queda muy desconcertado. Poco después es auxiliado por unos camioneros, y llegando a su casa se da cuenta de que lo del nacimiento de su bebé había sido una falsa alarma. Al día siguiente, cuando se despierta y mientras su esposa decide tomar un baño, él se asoma por la ventana y ve a dos accidentados en motocicleta, pero además ve a esos cuatro personajes misteriosos. Cuando sube a su departamento, su esposa está a punto de parir, y la lleva al hospital. Ya en el hospital con su niño en brazos escucha de nuevo la misma frase: "¡Vive! ¡Vive! ¡Muere!", y observa a los cuatro personajes. Asustado sale del cuarto para alejarlos, pero ya es demasiado tarde: su hijo está muerto. Pablo y su esposa caen en una completa depresión, a tal grado que Pablo sube hasta la azotea para suicidarse. Pero cuando va a hacerlo, un extraño personaje le advierte que no lo haga, porque el destino está escrito y la muerte llega cuando Dios lo decide. Pese a ello, Pablo, que ve al pie del edificio a los cuatro seres misteriosos, decide saltar. En las escenas finales el tiempo ha pasado, y se observa a Pablo en una silla de ruedas y sin movimiento alguno, un completo muerto viviente. |
| 10                | 19 de julio de 2007 | Embalsamante - Acerca del miedo al rechazo                                     | Gabriel es un hombre al que la vida parece haberlo tratado bastante bien. Sin embargo, sufre por un amor obsesivo hacia su vecina Erika, hasta el punto de que todos los días la espía y le toma fotos, y hace un maniquí con su cuerpo. El día del cumpleaños de Erika Wong, Gabriel la invita a su casa y ahí la ahoga con un cojín y le hace una autopsia. La policía investiga la desaparición de su vecina, y Gabriel empieza a asustarse cuando el cuerpo y el maniquí cambian de lugar. Finalmente, el cuerpo de Erika agarra un cuchillo y se lo entierra a Gabriel en el estómago. |
| 11                | 26 de julio de 2007 | Se solicita ayudante - Acerca del miedo a no ser necesitado                    | Mariana está buscando un trabajo y se topa con un letrero que dice: “Se solicita ayudante”. El lugar pertenece a una mujer que se hace llamar "la Tía" y que se dedica a cuidar a "niños" enfermos, que en realidad son personas sin movimiento alguno. Mariana está muy confundida, y comienza a sentirse mal físicamente, con dolores de cabeza, náuseas... Todo esto, según la tía, se remedia con el "Té de la Tía". Mariana tiene sus dudas y comienza a espiarla. Mariana observa que la Tía tiene fotos con todos los enfermos, pero antes de que pueda hacer nada la Tía le inyecta un sedante en el cuello. Más tarde la Tía une a Mariana con los demás enfermos, y se dispone a desempacar las maletas de Mariana, cuando descubre en ellas un sinfín de medicamentos e inyecciones. Entonces aparece en escena Mariana con una jeringa y se la inyecta a la Tía. Ahora es Mariana quien une a la Tía junto con los demás enfermos y saca a su hermano de ahí. |
| 12                | 2 de agosto de 2007 | Escuela - Acerca del miedo a la culpa                                          | Tres niños van a liberar al fantasma de un niño muerto llamado Jorge Orozco, que estaba atrapado en el espejo del baño de la escuela. Para liberarlo deben decir frente al espejo tres veces "Jorge Orozco". Cuando lo hace, las cosas no van como habían imaginado: el fantasma se los quiere llevar con él. Afortunadamente, el conserje escucha los gritos y entra a salvarlos. Sólo consigue salvar a dos niños, y el otro desaparece. Después, un maestro se da cuenta de que el niño desaparecido era el hijo del director, y el conserje le dice que el director, cuando era niño, había sido el único testigo de la muerte de Jorge Orozco y que él dijo que murió por uno de sus ataques de asma. Los dos niños que se habían salvado tienen visiones del niño, en las que lo ven asfixiado con una bolsa y que el director en niño fue acusado por Jorge Orozco con la maestra por copiar en el examen. Entonces el maestro se da cuenta de que el director es el asesino, y los 2 van al baño de la escuela. Ahí, el director dice tres veces "Jorge Orozco", y entra en el espejo, donde se encuentra con su hijo, aunque también con Jorge Orozco, que reclama venganza. |
| 13                | 9 de agosto de 2007 | La feria - Acerca del miedo a ser diferente                                    | Alejandro y Luisa van a la feria acompañados de Rocío, hermana de Luisa, y Carlos, amigo de Alejandro. Rocío odia a Alejandro, pero en ese momento se olvida de él y trata de pasarla bien con Carlos que parece que van más allá de tan solo una simple amistad. Alejandro es secuestrado por un anciano, que después secuestra también a Luisa y a Rocío. El anciano tiene más personas encerradas en jaulas. Les demuestra su modo de tortura: le corta los dedos a Alejandro y asesina a Luisa con una navaja. Más tarde Alejandro logra desatarse y va a ayudar a Rocío, cuando el anciano aparece Alejandro desesperado le pregunta el porqué de su actitud hacia ellos; el anciano responde que les está haciendo un favor; Alejandro desesperado golpea violentamente al anciano y lo deja muerto cuando ellos deciden escapar, sucede algo inesperado. Carlos ahora los tiene en un lugar que recuerda un laboratorio y los tiene con marcas para hacer algo horrible!, es cuando Carlos revela que él es familiar del anciano. Cuando el narrador termina de decir la moraleja y el miedo, hay un letrero que dice "estreno" y está un dibujo de Alejandro y Rocío pegados por la mitad. |

## Lanzamiento

### DVD
El DVD fue lanzado a la venta el 14 de septiembre en México. Es un set de lujo, que contiene 4 DVD con los 13 capítulos, más un detrás de cámaras, una entrevista, el final alternativo de Adoptado, la versión sin censura de Ojo x Ojo y un menú interactivo.
En el DVD, no fueron incluidos los comerciales patrocinadores de Doritos, ya que la miniserie salió corrida en TV. El DVD salió junto con el de "S.O.S, El Pantera, Y ahora que hago?".
En algún momento salió a la venta un DVD con la miniserie de Doritos. Este incluye los 13 capítulos promocionales completos, las 3 opciones del final de Doritos y un detrás de cámaras.

## Mercadotecnia

### Comerciales de Doritos
Como parte de la promoción y patrocinio del programa, Televisa en alianza con Doritos lanzó una serie de comerciales de entre uno o dos minutos de duración que como la serie son trece y fungen como parodias y homenajes a películas o tendencias en el cine de terror. Sin embargo, a diferencia de la serie cada corto tiene como protagonista a un solo personaje y todos son una continuación directa del anterior, así como tener un tono más cómico y satírico en favor de promocionar los Doritos. Los comerciales fueron liberados tras le emisión de cada episodio y el corto final tiene al menos tres finales alternativos que fueron liberados consecutivamente durante la transmisión de la primera y única temporada. 
- Fotos:

Un adolescente en su habitación comienza a tomarse fotografías y mientras se dispone a comerse unos Doritos; se percata de que en sus fotos aparece un fantasma que se acerca lentamente a él por lo que para detectarlo, el muchacho toma varias fotos consecutivas hasta que se da cuenta de que el fantasma huyó con su bolsa de Doritos.
- Espejo:

El mismo adolescente entra a un baño y mientras se lava la cara se percata de que su reflejo actúa de forma independiente a él, por lo que una especie de doppelganger sale del espejo y forcejea con él hasta que se lleva una bolsa de Doritos que el muchacho tenía en su mochila.
- Máquina:

El mismo adolescente sale de su cuarto en un hotel y va a una máquina expendedora para conseguirse unos nuevos Doritos. No obstante conforme intenta comprarse unos Doritos Toro se da cuenta de que las luces del pasillo se van apagando una por una en dirección a él. Como la máquina tarda en liberar los Doritos, este se ve forzado a esperar hasta que consigue tomar su bolsa antes de que la oscuridad lo alcance y se lleve a todos los demás Doritos dentro de la máquina.
- La Llorona:

Tras escapar de su anterior experiencia sobrenatural, el muchacho comienza a descender por las escaleras del edificio desde el piso trece pero al bajar al siguiente piso ve confundido que el número sigue siendo el trece por lo que pese a sus esfuerzos, el muchacho se da cuenta de que está en una especie de bucle descendiendo una y otra vez al mismo piso mientras escucha de lejos a una mujer lamentándose por sus hijos. Para cuando el muchacho se rinde este es alcanzado por una espectral mujer que se cubre la cara mientras continúa llorando, el adolescente le reclama por ser una "llorona" provocando que la fantasma se descubra su cara y lo ataque.
- Marionetas:

Mientras recorre uno de los pasillos presumiblemente para eludir a la Llorona, el adolescente pierde sus Doritos (que son robados por alguien en una habitación) por lo que para cuando él se adentra a la misma, descubre que esta repleta de muñecos con vida propia, los cuales quieren impedir su partida cuando este se hace con la bolsa de Doritos. Obligando al mismo a defenderse de estos con un cojín hasta que se abre paso a la puerta y ve como uno de los muñecos lo ve con desdén mientras huye de la habitación.
- Hombre lobo:

A su salida del cuarto de los muñecos, el muchacho se topa con otro inquilino del hotel que al ver la luna llena se transforma en un hombre lobo por lo que para no volver a las escaleras, el muchacho llama al elevador desesperado el cual se tarda en llegar mientras el inquilino completa su transformación y lo persigue frenéticamente. Para cuando las puertas se abren el muchacho se refugia pero su bolsa de Doritos es rajada por el hombre lobo, que arrastra todos los Doritos antes de que la puerta del elevador se termine de cerrar.
- Elevador:

El joven se da cuenta de que solo queda una fritura en la bolsa de Doritos tras el ataque del hombre lobo. Se dispone a comerla, pero ve un espíritu vengador (Onryo) en el techo del elevador. El chico usa el Dorito para protegerse del espíritu y el fantasma toma el Dorito, lo que le da al joven la oportunidad de escapar.
- Nosferatu :

En un entorno en blanco y negro, el joven sale del ascensor hacia el vestíbulo del hotel, donde encuentra una bandeja de Doritos y toma uno sin darse cuenta de que está siendo acechado por un vampiro Nosferatu. El joven logra salvarse cuando, accidentalmente, enciende un televisor frente a él que muestra la imagen de un amanecer, lo que desintegra al vampiro.
- Payaso:

El joven se encamina hacia el estacionamiento del hotel, pero pronto es acosado por un payaso malvado que surge en cualquier lugar al que intenta escapar. Decidido a defenderse, toma un Dorito de su bolsa más reciente y logra hacer estallar un martillo de globo con el que el payaso estaba armado, permitiéndole así escapar.
- Monstruo de la laguna negra:

Después de escapar del payaso, el adolescente se va del estacionamiento y se refugia junto a un estanque cercano. Allí descubre que un Dorito tiene grabada una frase que le indica que su salvación reside en el autobús. Sin embargo, atrae la atención de una criatura marina que emerge del estanque y lo persigue. Afortunadamente, logra salvarse cuando un autobús se cruza en su camino y consigue subirse a él, cumpliendo así con la predicción del Dorito.
- Zombis:

Ya a bordo del autobús, el muchacho nota que los pasajeros actúan extraño, hasta que se da cuenta de que son Zombis, por lo que se libra de ellos cuando suelta los Doritos en un asiento. Mientras los zombis torpemente quieren alcanzar la bolsa, el muchacho la recupera y baja del mismo.
- Bruja:

A modo de parodia de El proyecto de la bruja de Blair, el adolescente camina por las calles de noche hasta que se refugia en un baño donde delante de una cámara confiesa que se siente confundido y frustrado de que algo lo este persiguiendo. Conforme se come el resto de los Doritos, es atacado por una especie de mujer que lo asfixia por la espalda.
- Final:

El chico se despierta en su habitación después de aparentemente haber soñado con todas sus aventuras sobrenaturales. Se da cuenta de que el televisor de su habitación está encendido y con estática, y decide apagarlo mientras procede a comer una bolsa de Doritos. De repente, una especie de parodia de Sadako sale del televisor y aparentemente lo mata. El cortometraje tiene tres finales alternativos: En el primero, se revela que el fantasma en realidad no mató al chico, sino que se sienta a ver televisión con él y comparten Doritos. Sin embargo, cuando se les acaban los Doritos, el fantasma se enfurece. En el segundo final, ambos siguen viendo televisión y comiendo Doritos, mientras el fantasma se acurruca románticamente junto al chico. En el tercero, el fantasma come Doritos con el chico y ambos escuchan ruidos de fiesta que vienen del piso de arriba. El fantasma le pregunta al chico dónde es la fiesta, pero él simplemente mira el techo, insinuando que es un marginado social.